# Memorial Marco Pantani 2006
Il Memorial Marco Pantani 2006, terza edizione della corsa, si svolse il 3 giugno 2006, per un percorso totale di 176,6 km. Venne vinto dall'italiano Daniele Bennati che terminò la gara in 4h32'32".

## Squadre e corridori partecipanti
| N.    | Cod. | Squadra                          |
| ----- | ---- | -------------------------------- |
| 1-8   | LAM  | Lampre-Fondital                  |
| 11-18 | MRM  | Team Milram                      |
| 21-28 | FLM  | Ceramica Flaminia                |
| 31-38 | PAN  | Ceramiche Panaria-Navigare       |
| 41-48 | ASA  | Acqua & Sapone                   |
| 51-58 | LPR  | Team LPR                         |
| 61-68 | TEN  | Tenax-Salmilano                  |
| 71-78 | CLM  | Selle Italia-Serr. Diquigiovanni |
| 81-88 | NSM  | Naturino-Sapore di Mare          |

| N.      | Cod. | Squadra                          |
| ------- | ---- | -------------------------------- |
| 91-98   | MIE  | Miche                            |
| 101-108 | AGC  | 3C Casalinghi Jet-Androni Gioc.  |
| 111-118 | ENC  | Team Endeka                      |
| 121-128 | AMO  | Amore & Vita-McDonald's          |
| 131-138 | TUC  | C.B. Immobiliare-Universal Caffè |
| 141-148 | PNB  | P-Nívó-Betonexpressz 2000-Kft.se |
| 151-158 | ODL  | OTC Doors-Lauretana              |
| 161-168 | HAD  | Hadimec                          |

## Ordine d'arrivo (Top 10)
| Pos. | Corridore            | Squadra       | Tempo    |
| ---- | -------------------- | ------------- | -------- |
| 1    | Daniele Bennati      | Lampre        | 4h32'32" |
| 2    | Luca Mazzanti        | Cer. Panaria  | s.t.     |
| 3    | Ruslan Pidhornyj     | Tenax-        | a 2"     |
| 4    | Nicola Scattolin     | 3C-Androni    | a 39"    |
| 5    | Alessandro Bertolini | Selle Italia  | s.t.     |
| 6    | Mirko Celestino      | Team Milram   | s.t.     |
| 7    | Giuliano Figueras    | Lampre        | s.t.     |
| 8    | Giovanni Visconti    | Team Milram   | s.t.     |
| 9    | Manuele Spadi        | Cer. Flaminia | s.t.     |
| 10   | Massimo Giunti       | Naturino      | s.t.     |